# Косолюк
Косолю́к (рос. Косолюк) — присілок в Дебьоському районі Удмуртії, Росія.

## Населення
Населення — 65 осіб (2010; 75 в 2002).
Національний склад станом на 2002 рік:
- удмурти — 95 %

## Урбаноніми[3]
- вулиці — Косолюцька